# Raphitoma echinata
Raphitoma echinata é uma espécie de gastrópode do gênero Raphitoma, pertencente a família Raphitomidae.